# Fresco d’Este
Fresco d’Este (ur. w 1280 roku w Ferrarze - zm. w 1312 roku w Wenecji) – włoski szlachcic, senior Ferrary w 1308 roku.
Był czwartym, nieślubnym dzieckiem Azzo VIII d’Este. Jego przyrodnim rodzeństwem byli Piotr, Ryszard i Konstancja, z małżeństwa jego ojca z Joanną Orsini. W 1293 roku jego ojciec musiał odstąpić Modenę swemu bratu, Aldobrandino, a Franciszkowi - Reggio; nie wyznaczył wówczas dziedzica Ferrary. W Modenie pojawił się w 1306 roku, co wywołało zamieszki. Próbował wówczas zbuntować się przeciw Manfredino da Sassuolo, lejtnantowi swego ojca, ale dostał się do niewoli. Po śmierci ojca 31 stycznia 1308 roku przejął władzę w Ferrarze jako opiekun swego syna Fulka, którego Azzo VIII wyznaczył dziedzicem. Władzę sprawował przy wsparciu Wenecji. Władcy wyznaczali swego następcę na podstawie woli własnej lub papieża, nie musieli się przy tym kierować starszeństwem czy pokrewieństwem w linii prostej. Spowodowało to bunt braci Azzo VIII, Aldobrandina i Franciszka. Zwrócili się oni o pomoc do Padwy oraz rezydującego w Awinionie papieża Klemensa V. Ten wysłał do Ferrary swego nepota kardynała Arnaldo Pelagruę, który zastał w mieście rebelię przeciw Fresco. Ten utracił ziemie w październiku 1308 roku formalnie na rzecz Aldobrandino II, a de facto przeszły one pod papieski protektorat. Fresco wraz z synem zwrócili się o pomoc do Wenecjan, którzy w 1309 roku umieścili ich w Castelbaldo, a następnie przerzucili do Wenecji, gdzie zmarł w 1312 roku. W międzyczasie zrzekł się praw do tronu dla siebie i syna. Ferrara i Modena uwolniły się spod papieskiego protektoratu dopiero w 1317 roku.
Zawarł związek małżeński z Pellegriną Caccianemici, córką Caccianemico Caccianemiciego. Doczekali się razem co najmniej trójki dzieci:
- Fulka (zm. po 10 października 1308), na którego dziadek Azzo VIII chciał przenieść swoje ziemie
- NN dzieci (1300)